# Gianmaria Testa
Gianmaria Testa (Cavallermaggiore, 17 ottobre 1958 – Alba, 30 marzo 2016) è stato un cantautore italiano.

## Biografia
Gianmaria Testa nasce in provincia di Cuneo in una famiglia di agricoltori in cui era vivissimo l'amore per la musica e il canto. L'ambiente familiare lo incoraggia a studiare musica come autodidatta: sceglie la chitarra come strumento e comincia a comporre appena appresi i primi rudimenti. Fino al 2007 ha svolto la professione di ferroviere, prima come capostazione allo scalo ferroviario principale di Cuneo, poi come coordinatore del traffico ferroviario della linea.

### Gli esordi francesi
L'esordio di Testa avviene come strumentista rock; tuttavia l'artista non tarda a scoprire una forte identità di solista. Dopo aver vinto il Premio Musicultura dedicato ai nuovi talenti della canzone d'autore nel 1993 e 1994, incontra Nicole Courtois, produttrice francese, che ne comprende la forza espressiva: nel 1995 esce in Francia, per l'etichetta Label Bleu (Amiens), il suo primo disco, intitolato Montgolfières. In questo primo lavoro Testa ha condiviso la direzione artistica con l'amico Piero Ponzo (componente del gruppo piemontese Trelilu), che ha anche curato gli arrangiamenti.
L'esperienza musicale dei concerti con musicisti quali David Lewis (tromba), Jon Handelsman (sax, clarinetto), i fratelli François e Louis Moutin (rispettivamente contrabbasso e batteria), Leonardo Sanchez (chitarra), René Michel (fisarmonica, pianoforte), contribuisce al successo di critica e pubblico in terra francese. Nell'ottobre del 1996 esce il secondo disco, Extra-Muros che inaugura la nuova etichetta dedicata alla canzone dalla Warner Music francese, la Tôt ou Tard.

### La carriera italiana
Pochi mesi dopo Gianmaria Testa canta all'Olympia, imponendosi anche agli occhi della stampa italiana che, sorpresa dal nuovo talento, non manca di apprezzarlo. Segue una lunga serie di altri concerti in Francia, Italia, Portogallo e Canada: un centinaio di concerti, nei club o nei grandi teatri, tutti salutati da una straordinaria accoglienza.
Nel febbraio del 1999 esce il suo terzo album Lampo, realizzato sotto la direzione di David Lewis e con la collaborazione di numerosi musicisti: Glenn Ferris (al trombone), Vincent Segal (al violoncello), Riccardo Tesi (organetto diatonico) e Rita Marcotulli (pianoforte). Seguono numerosi concerti in tutta Italia nel corso del 2000; con il tutto esaurito al Teatro Valle di Roma la sua carriera di cantautore italiano ha la definitiva investitura.
Nell'ottobre 2000 esce in Italia un nuovo disco, intitolato Il valzer di un giorno, che ottiene un immediato successo di critica e di vendite. L'album è una raccolta di canzoni (due inedite: la title track e Piccoli fiumi) intervallate da poesie di Pier Mario Giovannone recitate da Testa. Ad esso fa seguito un'importante tournée nelle maggiori città italiane, che consacra definitivamente il suo successo in patria. Il valzer di un giorno, distribuito in Francia e nel resto del mondo da Harmonia Mundi/Le Chant du Monde, ha venduto più di 200 000 copie.

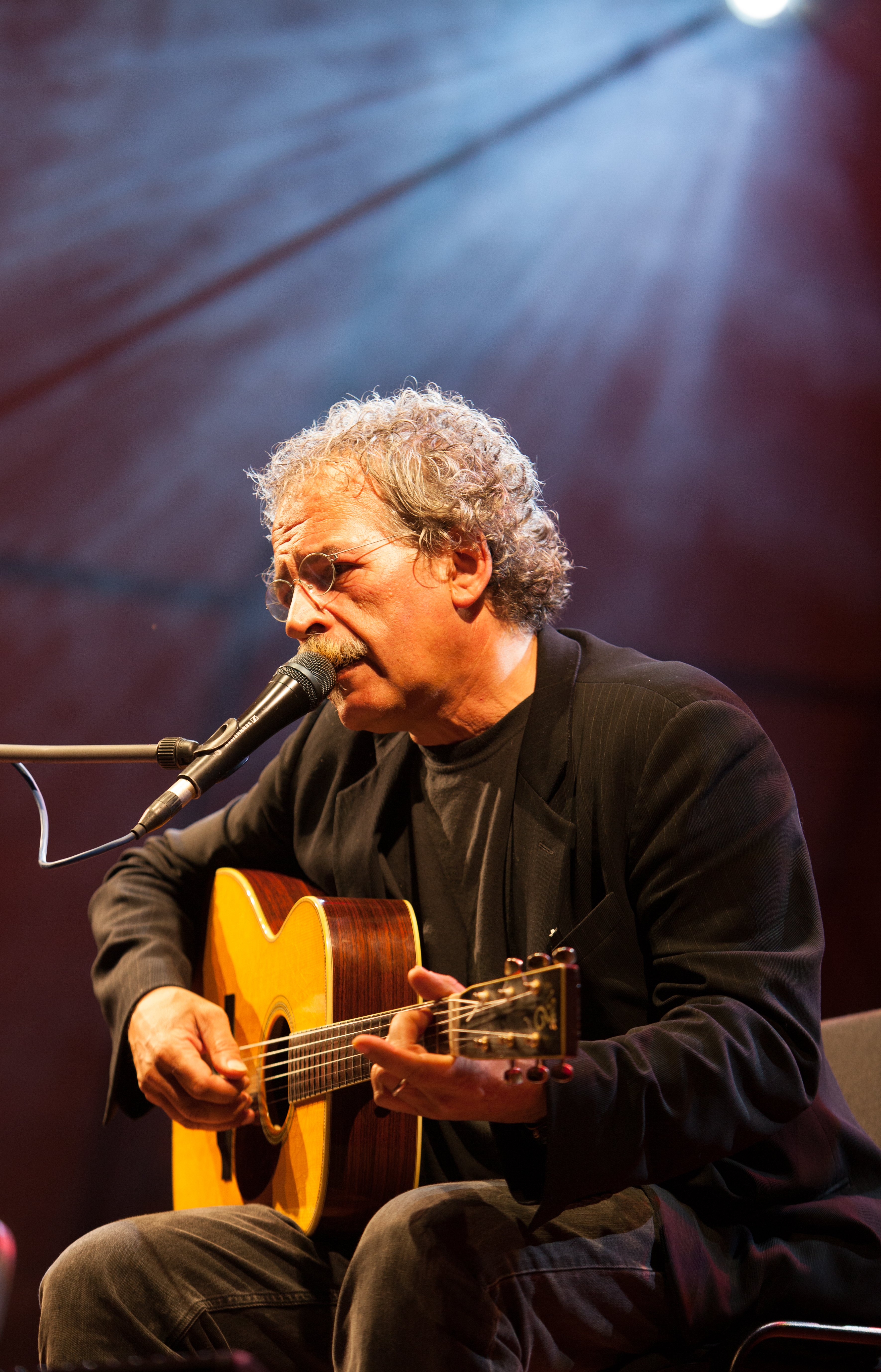
Testa alla chitarra

La scelta di collaborare strettamente con musicisti di alto livello, oltre che con poeti e scrittori, continua a rivelarsi determinante nell'esperienza musicale di Testa, che nel 2002 inaugura l'edizione di Umbria Jazz, il maggior evento legato al genere in Italia. Dalla collaborazione con Enrico Rava nasce il fortunato Guarda che luna!, spettacolo teatrale dedicato alla figura di Fred Buscaglione che ha visto protagonisti la Banda Osiris, Stefano Bollani, Enzo Pietropaoli e Piero Ponzo. A settembre 2003 un'altra esperienza importante: lo spettacolo Attraverso, realizzato al Festival della Letteratura di Mantova con Erri De Luca, Marco Paolini, Mario Brunello e Gabriele Mirabassi.
Nel 2003 esce in tutta Europa il quinto album della sua carriera, Altre latitudini. Pervaso da una malinconia sottile e particolare, esso nasce dalla collaborazione con musicisti quali Fausto Mesolella, Piero Ponzo, Luciano Biondini. Altre latitudini è stato presentato in Francia per una settimana al Café de la Danse di Parigi e in Italia per una settimana al Teatro Gobetti di Torino. Altri concerti sono seguiti, nei principali teatri d'Italia. In estate il disco è stato presentato anche in Canada, al Festival di Québec, oltre che in Germania, Austria e Olanda. Nel novembre 2005 è stata programmata una tournée negli Stati Uniti (New York, Los Angeles, Cleveland e Chicago) che ha riscosso molto successo.
Nel 2004 Gianmaria Testa prende parte a due produzioni importanti: RossinTesta, spettacolo surreale con Paolo Rossi, e Chisciotte e gli invincibili, da un testo inedito di Erri De Luca. Quest'ultimo spettacolo è rimasto in scena per 4 stagioni con grande successo in Italia; nel 2008 è stato rappresentato anche in Francia (Grenoble, Parigi, Calais) e pubblicato su DVD da Gallimard.
Alla fine di ottobre 2005 viene distribuita una nuova versione dell'album Extra-Muros, completamente rimasterizzata e con una nuova veste grafica.
Il 13 ottobre 2006 esce il lavoro discografico Da questa parte del mare, un concept album totalmente dedicato al tema delle migrazioni moderne. Prodotto da Paola Farinetti per Produzioni Fuorivia, vanta la direzione artistica di Greg Cohen e la collaborazione di Bill Frisell. Dopo una presentazione a Parigi (L'Européen, dal 17 al 21 ottobre), il disco è stato presentato anche in Italia (Teatro Regio di Torino, 25 ottobre; Teatro Modena di Genova, 26 ottobre; Galleria Toledo di Napoli, 27 e 28 ottobre), Germania e Austria (dicembre 2006), Olanda (The Hague Jazz Festival, 18 e 19 maggio 2007), Canada (Festival di Québec, 15 luglio 2007) e Stati Uniti (Joe's Pub, 25 maggio 2008). Da questa parte del mare ha ricevuto la Targa Tenco nel 2007 come miglior album dell'anno e il "Premio Lunezia della Critica" per la qualità musical-letteraria. 
Fra il 2007 e il 2008 vengono pubblicati il DVD dello spettacolo Guarda che luna!, la riedizione di Lampo e il DVD dello spettacolo Quichotte et les invincibles. Nel marzo 2008 Testa partecipa a F. – à Léo (omaggio a Léo Ferré), rilettura jazz dell'opera di Léo Ferré, da un'idea del pianista Roberto Cipelli, con Paolo Fresu, Attilio Zanchi e Philippe Garcia. Il disco è stato presentato con successo in Francia (Parigi), Italia (Roma e Milano) e Canada (Festival Internazionale di Jazz di Montréal). F. – à Lèo è finalista al Premio Tenco 2008 nella categoria “Interpreti”.
All'inizio del 2009 esce il primo album live, Solo dal vivo, frutto della registrazione di un concerto all'Auditorium di Roma. Il disco, prodotto da Produzioni Fuorivia, è uscito in Italia per Egea Records e nel resto del mondo con l'etichetta Harmonia Mundi/Le Chant Du Monde. L'uscita del disco è stata accompagnata da una serie di concerti a Parigi, Milano, Roma, Bruxelles, Amsterdam, Berlino, Vienna.

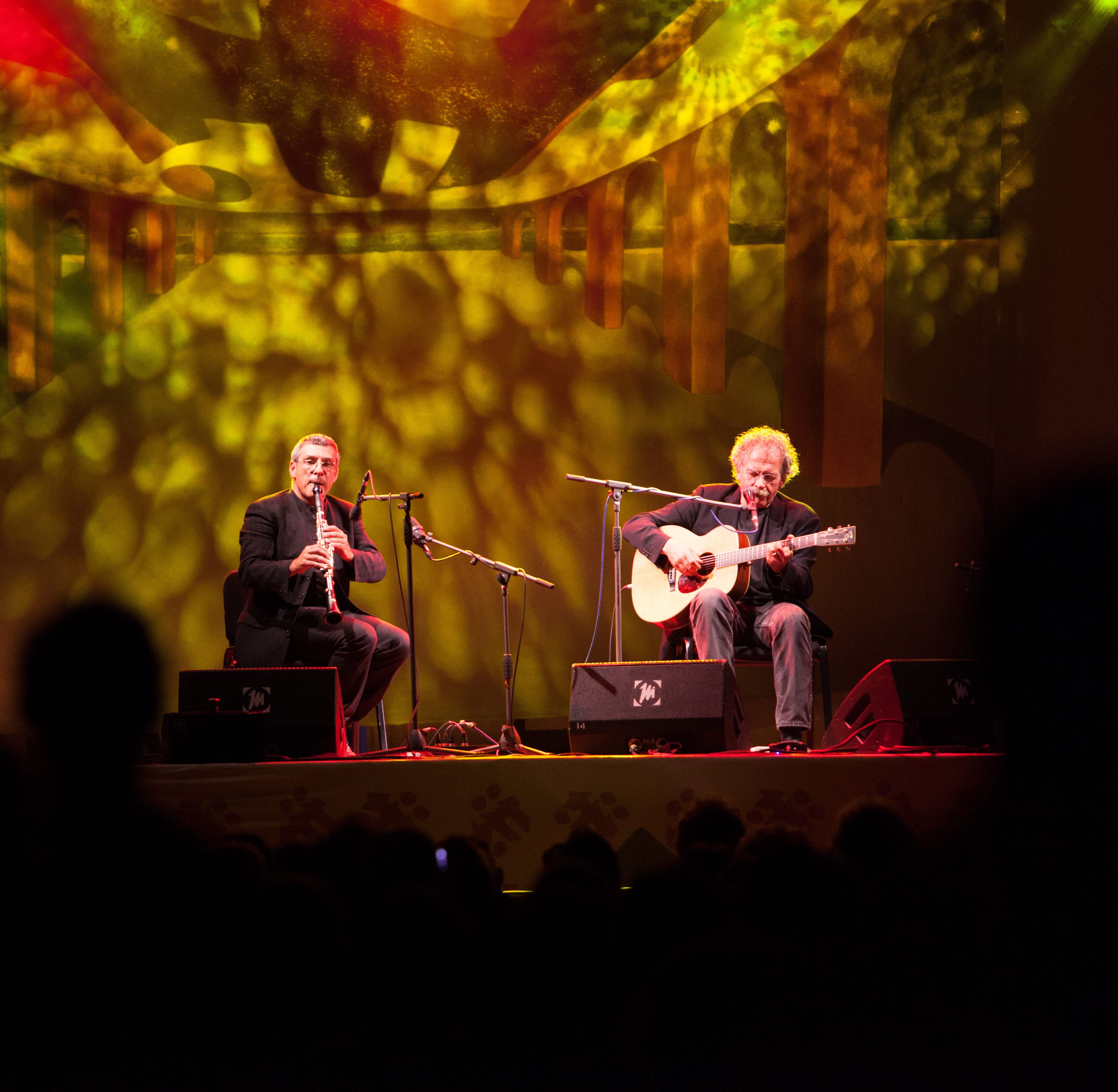
Testa in concerto nel 2013, al TFF di Rudolstadt, assieme al clarinettista Gabriele Mirabassi.

Il 2011 ha segnato per Gianmaria Testa un altro momento importante dal punto di vista dell'esperienza più prettamente teatrale: ha infatti esordito al Teatro Carignano di Torino lo spettacolo 18 mila giorni – il pitone, un testo di Andrea Bajani sul tema del lavoro che vede Testa protagonista insieme all'attore Giuseppe Battiston per la regia di Alfonso Santagata. Lo spettacolo, prodotto da Produzioni Fuorivia e dalla Fondazione Teatro Stabile Torino, ha affrontato una lunga tournée in tutta Italia ed è stato poi ripreso nella stagione successiva. Sempre nel 2011, Testa torna sul palcoscenico con Giuseppe Battiston nello spettacolo Italy, a raccontare le migrazioni degli italiani del secolo scorso e di conseguenza, come in uno specchio, quelle contemporanee che vedono le coste italiane punto di approdo e non più di partenza per le tante carrette del mare.
Il 17 ottobre 2011 viene pubblicato il disco di inediti Vitamia, una sorta di bilancio di vita personale e di vita sociale che rappresenta la naturale evoluzione dello spettacolo teatrale 18 mila giorni – il pitone, anche se le canzoni sono state totalmente riviste e riarrangiate. Al disco, prodotto da Produzioni Fuorivia, ha fatto seguito una lunga tournée in Italia, Francia, Germania, Austria, Canada (il 4 luglio 2012 il disco è stato presentato nell'ambito del Festival di Montréal), Olanda e Belgio. A maggio è stato anche presentato a New York.
La fine del 2012 ha segnato l'esordio di Gianmaria Testa nel mondo dell'editoria con la pubblicazione, presso Gallucci editore, della Ninna Nanna dei sogni, una canzone-favola per grandi e piccini illustrata dalle tavole di Altan; nel 2014 ne è stato pubblicata la versione francese, Berceuse des rêves, con le illustrazioni di Marina Jolivet. Nel maggio 2013 ha fatto seguito in Italia l'uscita di un secondo libro-disco, edito da Gallucci e illustrato da Marco Lorenzetti, 20 mila Leghe (in fondo al mare), mentre nel 2014 è uscito Biancaluna, una ballata notturna illustrata nuovamente da Altan.
Nell'autunno 2013 è uscito in tutto il mondo un secondo disco live, Men at work, frutto di una lunga e fortunata tournée di Testa e del suo quartetto in Germania: 23 canzoni che rappresentano la summa di venti anni di carriera. Nella stagione 2013-2014 esordisce lo spettacolo Chisciottimisti, evoluzione di Chisciotte e gli invincibili attualizzato nei contenuti, che vede in scena la stessa compagnia dello spettacolo originale. Nel 2014 condivide il palco con la cantante brasiliana Bïa.

### La morte e le opere postume
Gianmaria Testa è morto il 30 marzo 2016 all'età di 57 anni. Nel maggio del 2015 aveva rivelato di essere malato di cancro. Il 19 aprile dello stesso anno è uscito postumo il libro Da questa parte del mare per Einaudi Editore, con la prefazione dell'amico Erri De Luca.
Nel 2019 viene pubblicato l'album postumo Prezioso, composto da 11 brani registrati in studio, raccolti dalla moglie Paola Farinetti con il supporto dell'ingegnere del suono Roberto Barillari.
La città di Torino ha deciso di intitolargli nel dicembre 2020 una via in fase di apertura da Piazza Nizza allo Scalo Vallino. 

## Discografia
Album in studio
- 1995 - Montgolfières
- 1996 - Extra-Muros
- 1999 - Lampo
- 2000 - Il valzer di un giorno
- 2003 - Altre latitudini
- 2006 - Da questa parte del mare
- 2011 - Vitamia

Album postumo
- 2019 - Prezioso

Live
- 2009 - Solo dal vivo
- 2013 - Men at work